# Chalutier
Vous pouvez aider à l'améliorer ou bien discuter des problèmes sur sa page de discussion.
- Son contenu est peut-être sujet à caution et doit absolument être sourcé. Si vous connaissez le sujet traité ici, vous pouvez le retravailler à partir de sources pertinentes en utilisant notamment les notes de bas de page. (Marqué depuis octobre 2020)
- Il ne cite pas suffisamment ses sources. Vous pouvez indiquer les passages à sourcer avec {{référence nécessaire}} ou {{Référence souhaitée}}, et inclure les références utiles en les liant aux notes de bas de page. (Marqué depuis octobre 2020)
- Il n’est pas rédigé dans un style encyclopédique. (Marqué depuis octobre 2020)

- Archive Wikiwix
- Bing
- Cairn
- DuckDuckGo
- E. Universalis
- Gallica
- Google
- G. Books
- G. News
- G. Scholar
- Persée
- Qwant
- (zh) Baidu
- (ru) Yandex
- (wd) trouver des œuvres sur Wikidata

Un chalutier est un bateau de pêche qui doit son nom au chalut, filet qu'il utilise (avec la drague, le chalut fait partie des arts traînants). La pêche au chalut est notoirement nuisible aux écosystèmes et entraîne des pertes importantes, l'essentiel des prises étant rejetées, mortes, à la mer[réf. nécessaire].

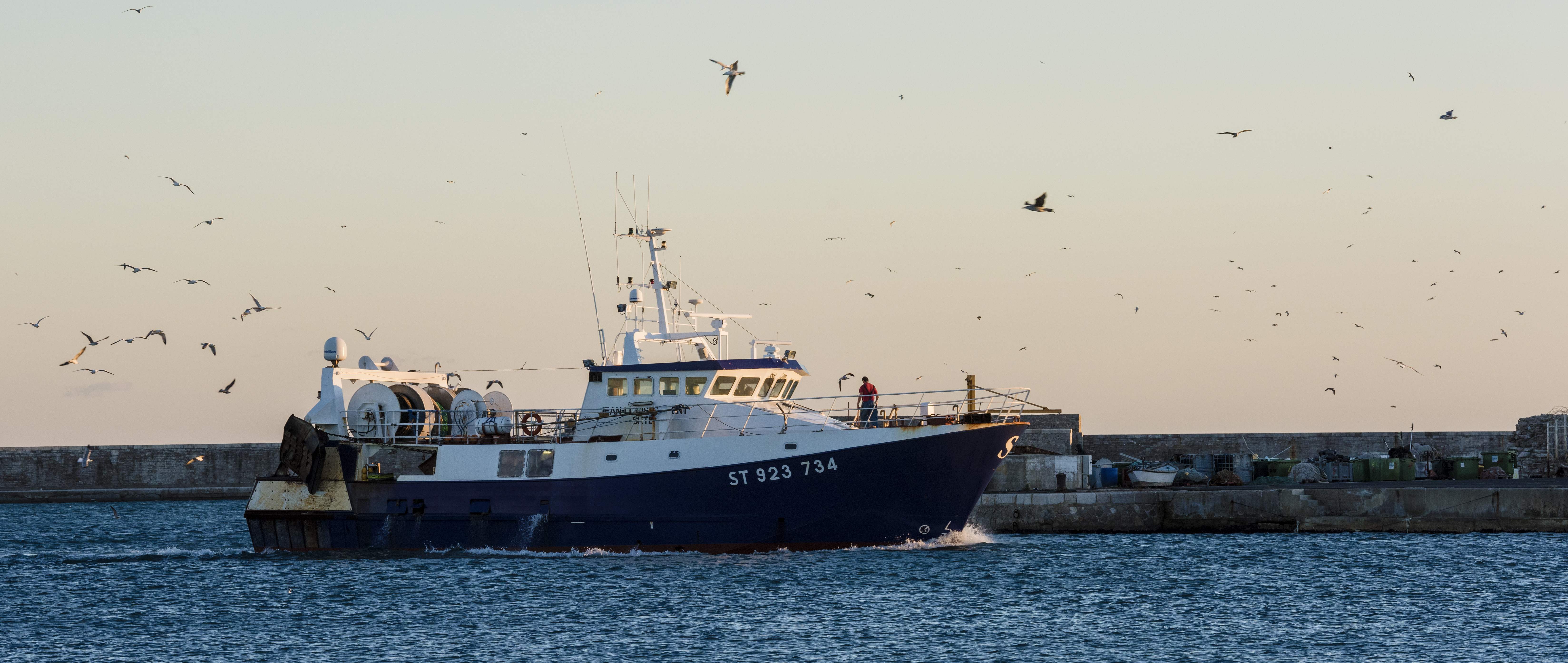
Mouettes au-dessus d'un chalutier à Sète.

## Histoire

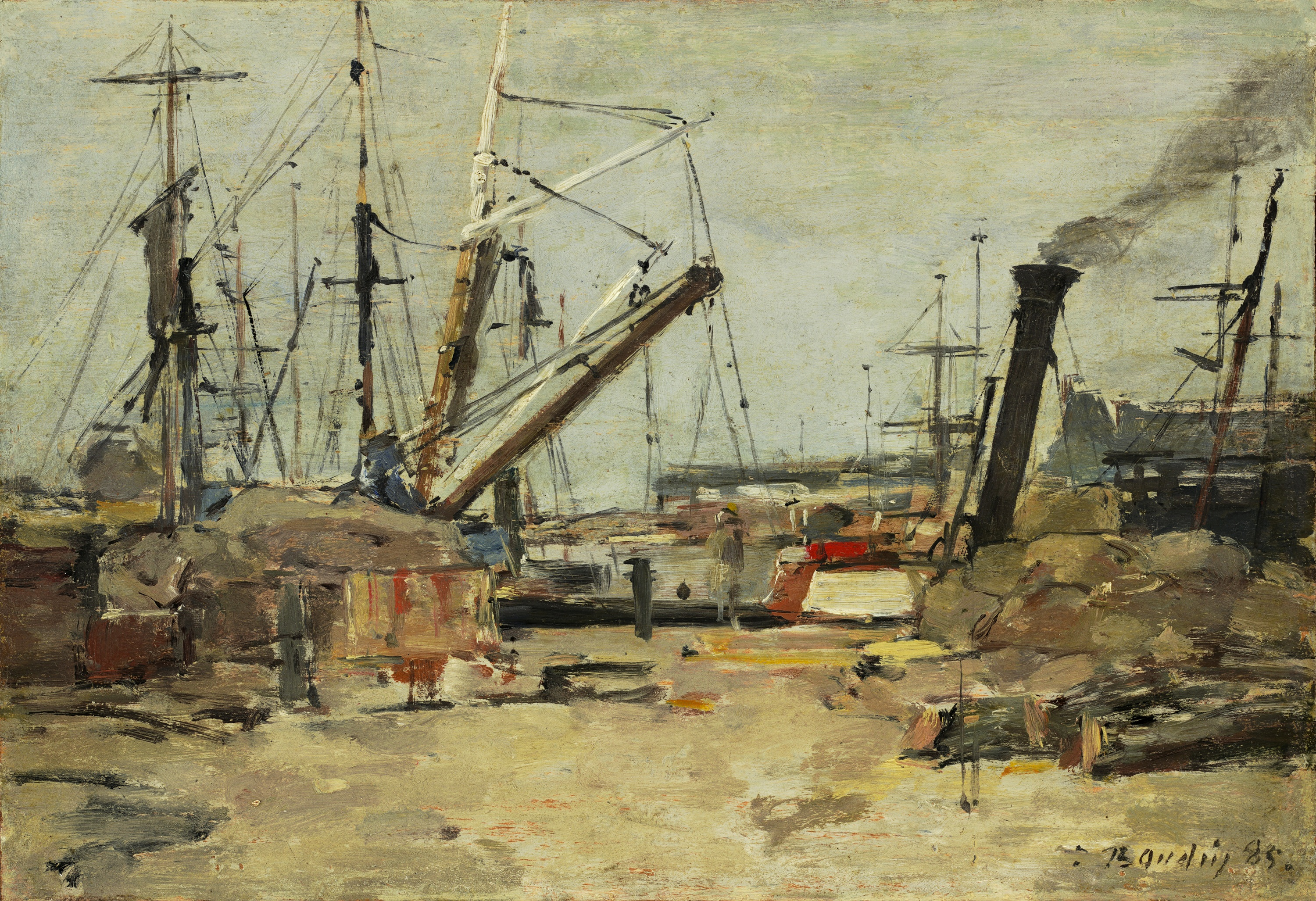
Les Chalutiers
Eugène Boudin, 1885
Washington, National Gallery of Art

Le premier chalutier à vapeur breton, le Kerino, des « Chalutiers de l'Ouest », fut mis en service en 1899 à Lorient. L'équipage voulut vendre sa pêche à des mareyeurs concarnois, mais il ne put la débarquer et dut repartir à la mer sous les menaces et les huées des marins locaux[réf. incomplète].
Le chalutage a été fortement développé au XXe siècle, essentiellement après la Seconde Guerre mondiale et avec le soutien des États et d'instituts tel que l'Ifremer en France, devenant la technique de pêche la plus utilisée dans le monde, comptant pour plus de la moitié des captures mondiales. Des chaluts équipent les bateaux-usines comme les bateaux plus traditionnels de pêche artisanale. Dans les années 1960, le chalut pélagique est devenu courant et les Russes inventent un nouveau type de chalut travaillant à 850 m et plus profondément encore. Dans les années 1980-1990 les records de profondeurs sont pulvérisés et des chaluts commencent dans plusieurs régions du monde à rapidement surexploiter les poissons des grands fonds marins (qui ne se reproduisent que lentement).
En 2020, le plus grand chalutier du monde est long de 228 mètres avec 49 000 tjb et une capacité de stockage de 14 000 tonnes de poisson. Depuis 2019, son nom est Vladivosktok 2000 (en). Il s'agit d'un ancien pétrolier transformé en 2008.

## Le chalut

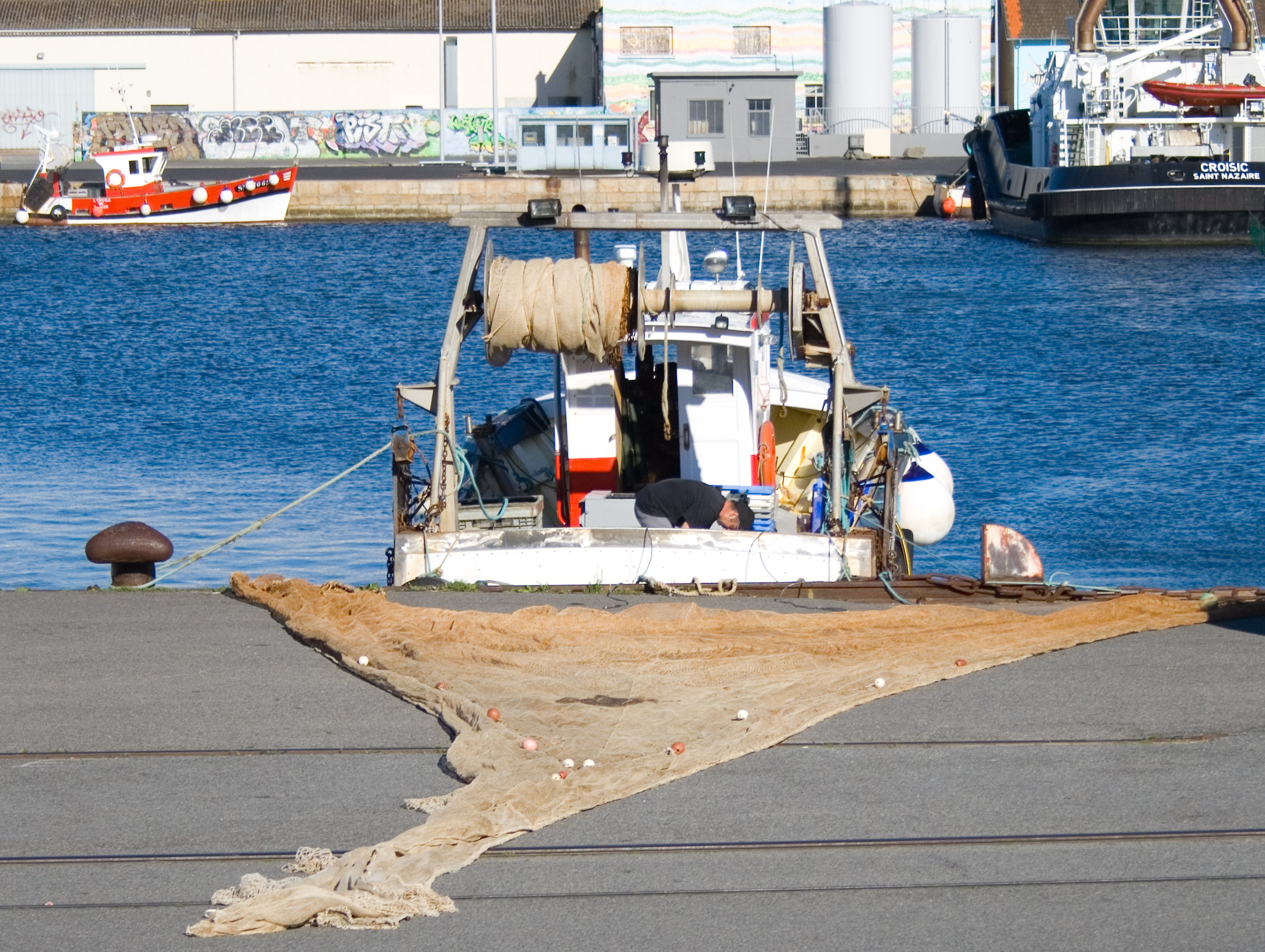
Chalut étalé sur le quai, derrière le portique d'un petit chalutier

Le chalut est le filet traîné par le chalutier. Il a une forme caractéristique en entonnoir, prolongé à l'ouverture par des ailes pour en élargir la portée. Il peut être tracté par un seul ou par deux navires (on parle alors de « chalutage en bœuf », expression évoquant les bœufs qui tiraient la charrue). Le chalut est traîné par des câbles d'acier appelés « funes ». Il est fermé à son extrémité (le « cul du chalut ») par un cordage dit « raban de cul ». Un système combiné de panneaux, de chaînes (lest) et de lièges ou flotteurs plus techniques (dans le cas de la pêche dans les grands fonds) permet de maintenir béante son ouverture et d'en régler la forme et la profondeur. La dimension des mailles varie des ailes jusqu'au « cul de chalut ». Elle a été réglementée pour mieux sauvegarder les juvéniles.
Les indications du sondeur permettent de maintenir le filet entre la surface et le fond et de le positionner face à un banc de poissons grâce au sonar. Le sondeur sert à connaître la profondeur sous le bateau, la qualité des fonds et éventuellement à détecter les bancs de poissons. Il ne sert en aucun cas à maintenir le chalut à une certaine profondeur. Par contre, le sondeur de corde de dos, netsonde, permet de connaître la distance du chalut du fond et de la surface. À ce moment on agit sur la longueur de câbles (funes) filée afin d'ajuster le niveau du chalut par rapport à celui du banc de poissons. On peut également agir sur la vitesse du navire dans le même but. Le chalutier peut traîner son chalut entre deux eaux (chalutage pélagique) ou sur le fond (chalutage de fond).

## Système de pêche

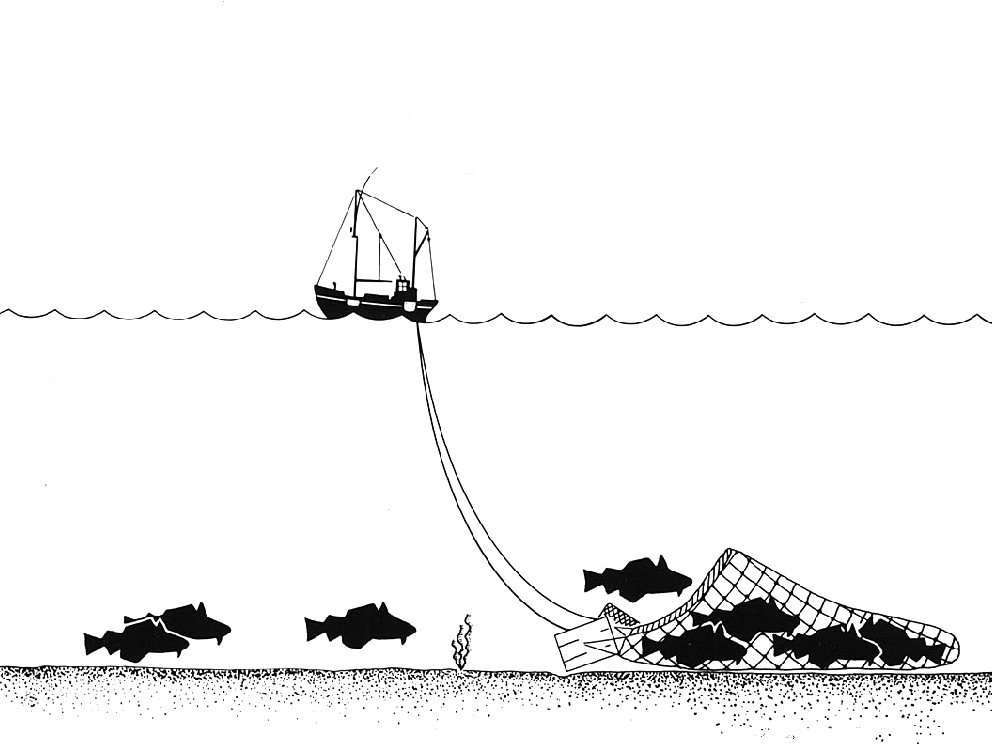
Schéma de principe du chalut de fond

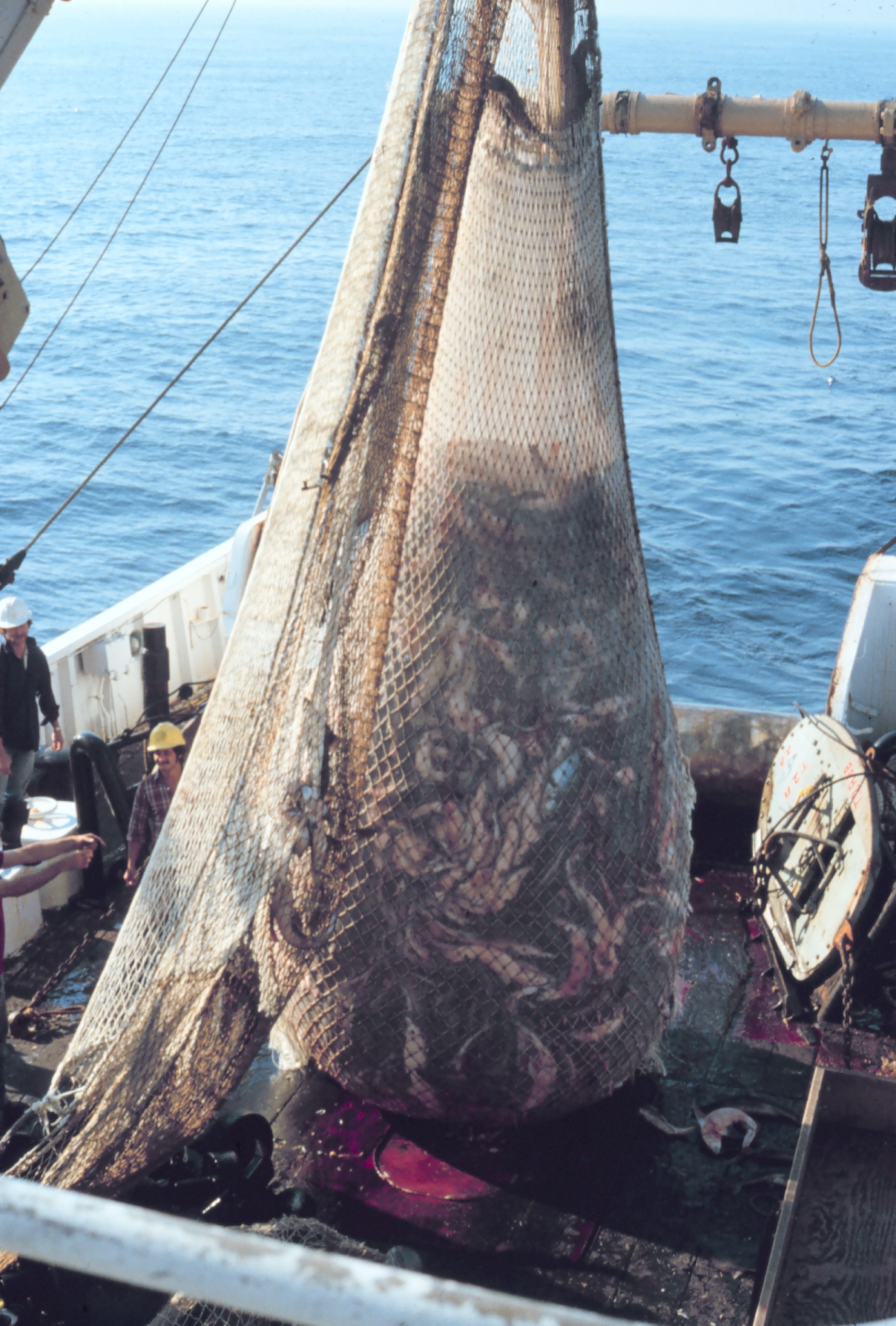
La poche est hissée, avant d'être ouverte pour tri et préparation des poissons, qui arrivent généralement mort sur le pont du fait de la forte variation de pression depuis le fond

Le filet est tracté par le navire (on dit faire « un trait ») de quelques minutes à quelques heures conformément à la stratégie du patron ou du capitaine de pêche, (selon la taille du bateau), puis remonté et hissé sur le pont. Un trait moyen de chalut dure 3 heures, à une vitesse de 2 à 4 nœuds. La « poche » est élinguée puis levée, le nœud de raban qui ferme le cul du chalut est défait et les prises se répandent sur le parc. Le filet une fois vidé est remis à l'eau rapidement pour un autre trait, l'équipage se charge alors du tri, de l'éviscération, du lavage et de la mise en glace. À bord des chalutiers industriels, les prises sont descendues dans l'entrepont qui renferme « l'usine ». Elles sont étêtées, éviscérées, lavées, mises en filets, enfin congelées et stockées. L'équipage s'aide de machines du type Baader (machine à éviscérer) pour la préparation du poisson. Les déchets frais sont rejetés directement à la mer.

## Les bateaux

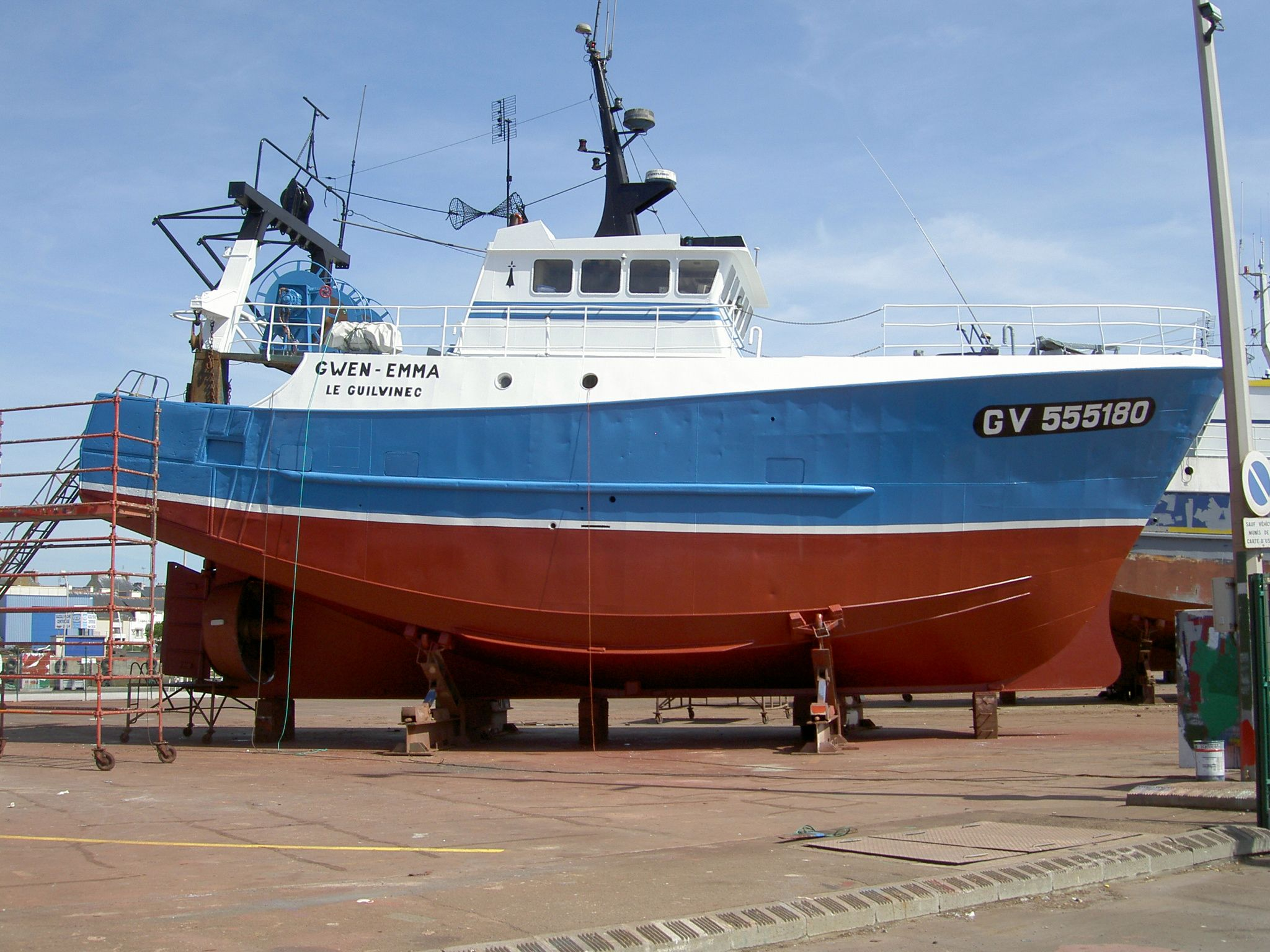
Chalutier en réparation (Treffiagat).

### Typologie de navires
Ifremer retient la typologie suivante
- chalutiers de « petite pêche » (6  à   12 mètres) ;
- chalutiers de pêche côtière (12  à   19 mètres) ;
- chalutiers hauturiers (20  à   33 mètres) ;
- chalutiers industriels (33  à   55 mètres) ;
- chalutiers-congélateurs  (supérieur à 50 mètres).

### Les chalutiers classiques
Les chalutiers classiques pratiquaient la pêche latérale. C'est-à-dire qu'ils filaient (mettaient à l'eau) et viraient (remontaient à bord) leur chalut sur un côté, les funes passant par des poulies suspendues à deux potences, une à l'avant, l'autre à l'arrière.
Les superstructures se situaient à l'arrière du bateau. Au centre se trouvait la zone de travail et la cale à poisson, entre le gaillard d'avant et la passerelle sous laquelle le treuil était installé transversalement. La coque était renforcée au niveau des panneaux (ou planches) par des « fermes ». Lorsque le bateau n'était pas en pêche, les panneaux étaient arrimés entre les potences et le pavois. Ce travail du chalut était plus pénible et dangereux qu'en pêchant par l'arrière.
L'équipage de ces chalutiers était d'ailleurs plus nombreux que celui d'un chalutier pêche arrière de taille équivalente. L'équipage d'un chalutiers de 38 mètres vers 1960 se composait de 18 marins, pont et machine.
Les « classiques » ont navigué jusqu'au début des années 1970, où ils ont été remplacés progressivement par les chalutiers de pêche arrière, jusqu'à leur disparition.

### Les chalutiers pêche à l'arrière
Les chalutiers péchant par l'arrière mettent à l'eau et virent leur chalut au cul du bateau. Ces manœuvres sont plus faciles qu'à bord des chalutiers classiques et nécessitent un équipage moins nombreux, Douze marins, pont et machine à bord d'un chalutier de 38 mètres, tous les apparaux de manœuvre (enrouleur de chalut, vire-caliornes, treuil de bras...) étant aujourd'hui hydrauliques ou électriques. De plus l'équipage est davantage en sécurité et mieux protégé. Ces chalutiers ont remplacé les chalutiers classiques à partir des années 1960.
Les chalutiers pêche à l'arrière sont les bateaux les plus utilisés dans la pêche et majoritaires dans les ports de pêche. On distingue les unités de pêche artisanale appartenant à un patron-armateur, et les unités de grande pêche ou de pêche industrielle qui appartiennent à un armateur ou à une compagnie d'armement.

### Les chalutiers artisanaux
Les chalutiers artisanaux sont la plupart du temps spécialisés dans les espèces nobles de captures comme le colin, la daurade, la lotte, la sole ou la langoustine. En baie de Somme, on chalute la crevette grise. La campagne commence au mois de juin de l'aube jusqu'au milieu de l'après-midi. En Bretagne, la langoustine fait vivre la flottille la plus importante de France. Au Pays basque, l'anchois occupe une grande partie des chalutiers.

### Les chalutiers de grande pêche
Ils effectuent des campagnes de plusieurs mois. Ces bateaux sont de véritables usines aménagées pour pêcher, traiter et surgeler le poisson. Le chalut de fond permet de capturer de 500 kg à plusieurs tonnes à chaque remontée du chalut. Comme pour toutes les activités de chalutage au large, le travail se déroule jour et nuit avec une remontée du chalut toutes les deux à cinq heures. Après des décennies de surexploitation des ressources à Terre-Neuve et l'extension des eaux territoriales des États côtiers, la grande pêche française a quitté ses secteurs privilégiés depuis 1992.
Les chalutiers surgélateurs sont apparus en France au début des années 1980 et disposent d'une usine à la pointe de la technologie conforme aux normes sanitaires en matière de denrées alimentaires. Ces chalutiers mesurent plus de 50 mètres et sont spécialisés dans la pêche au merlan, au cabillaud, à l'églefin et au lieu noir. Une fois pêchés, les poissons sont éviscérés, nettoyés, coupés en filets, mis en boîtes, surgelés à −40 °C et enfin entreposés dans des cales frigorifiques. En une journée, jusque quarante tonnes de poissons sont traitées et donnent environ 15 tonnes de produits finis.

### Les chalutiers hauturiers
Ils pêchent le lieu noir en Mer du Nord, le maquereau et le chinchard en Manche, la sole, le merlu et la daurade dans l'ouest de la Bretagne et l'ouest de l'Irlande. Les poissons sont conservés dans la glace puis débarqués et vendus à la criée.

Types de chalutiers
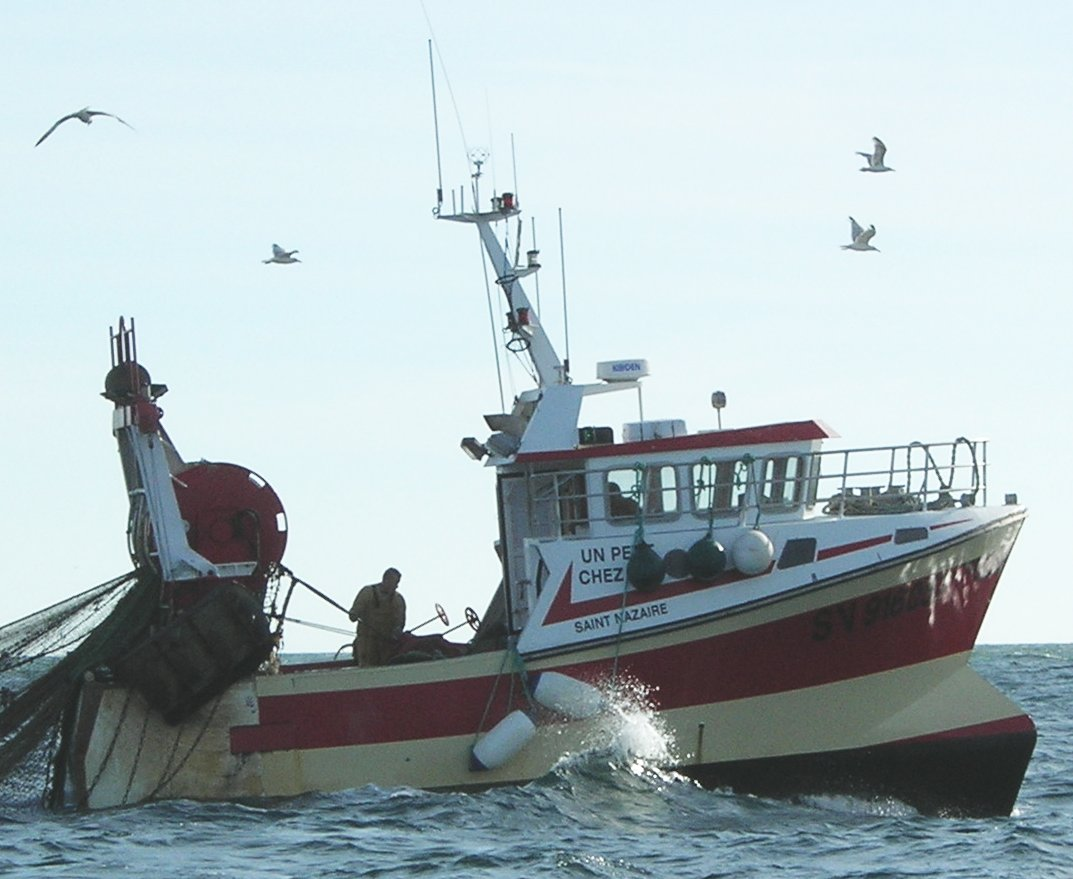
Petit chalutier côtier du Croisic très compact
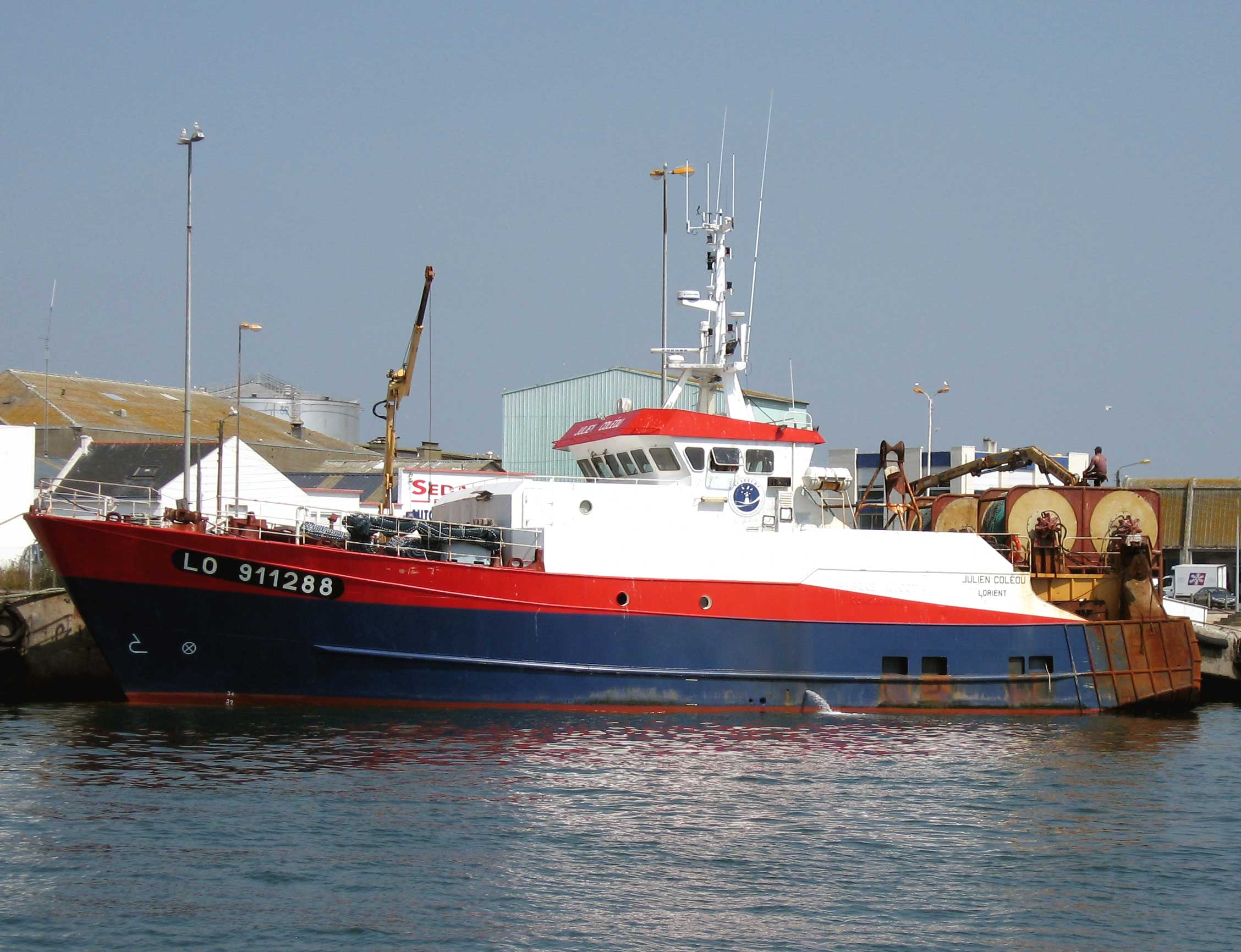
Chalutier hauturier, équipé pour la pêche sur le plateau continental ou en haute mer
Chalutier (pêche arrière)
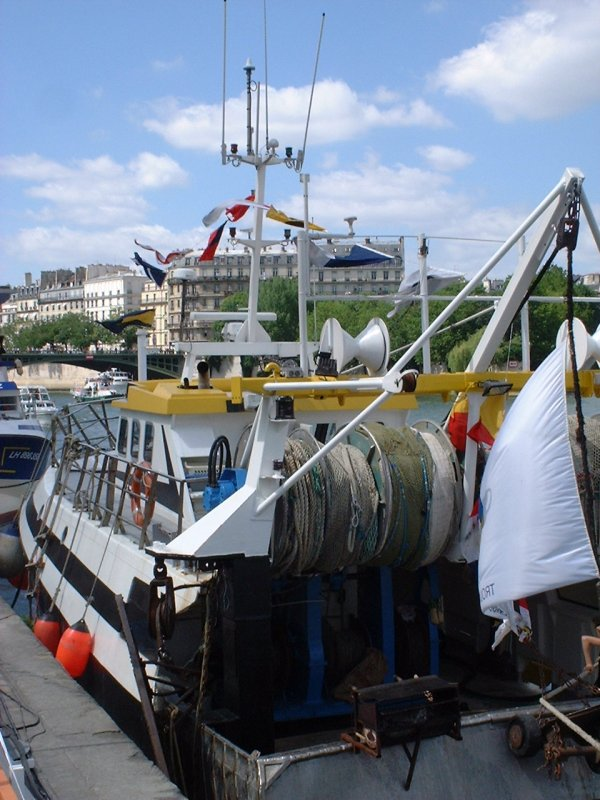
Des bateaux de plus en plus compacts et puissants
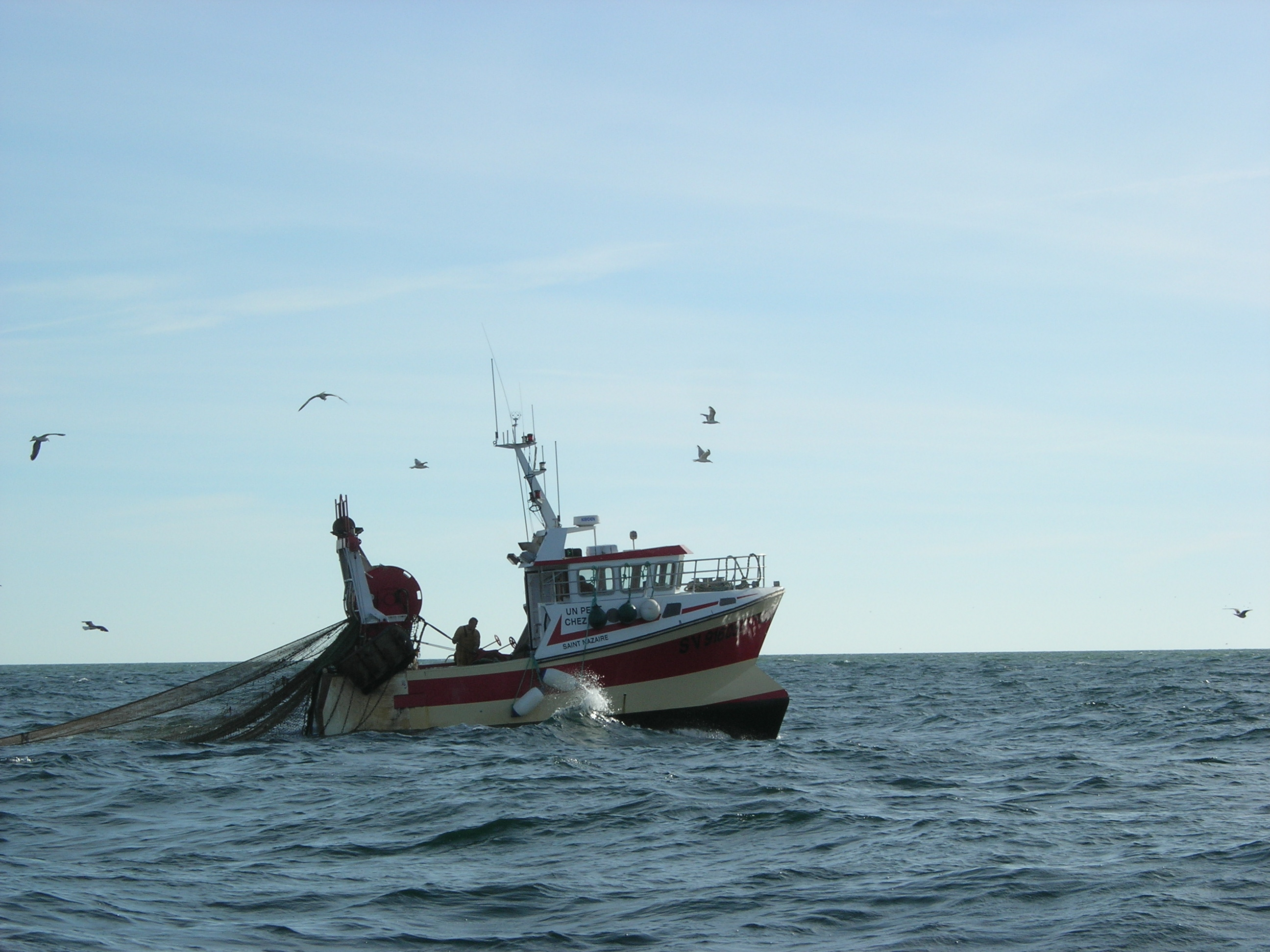
Chalutier virant son chalut
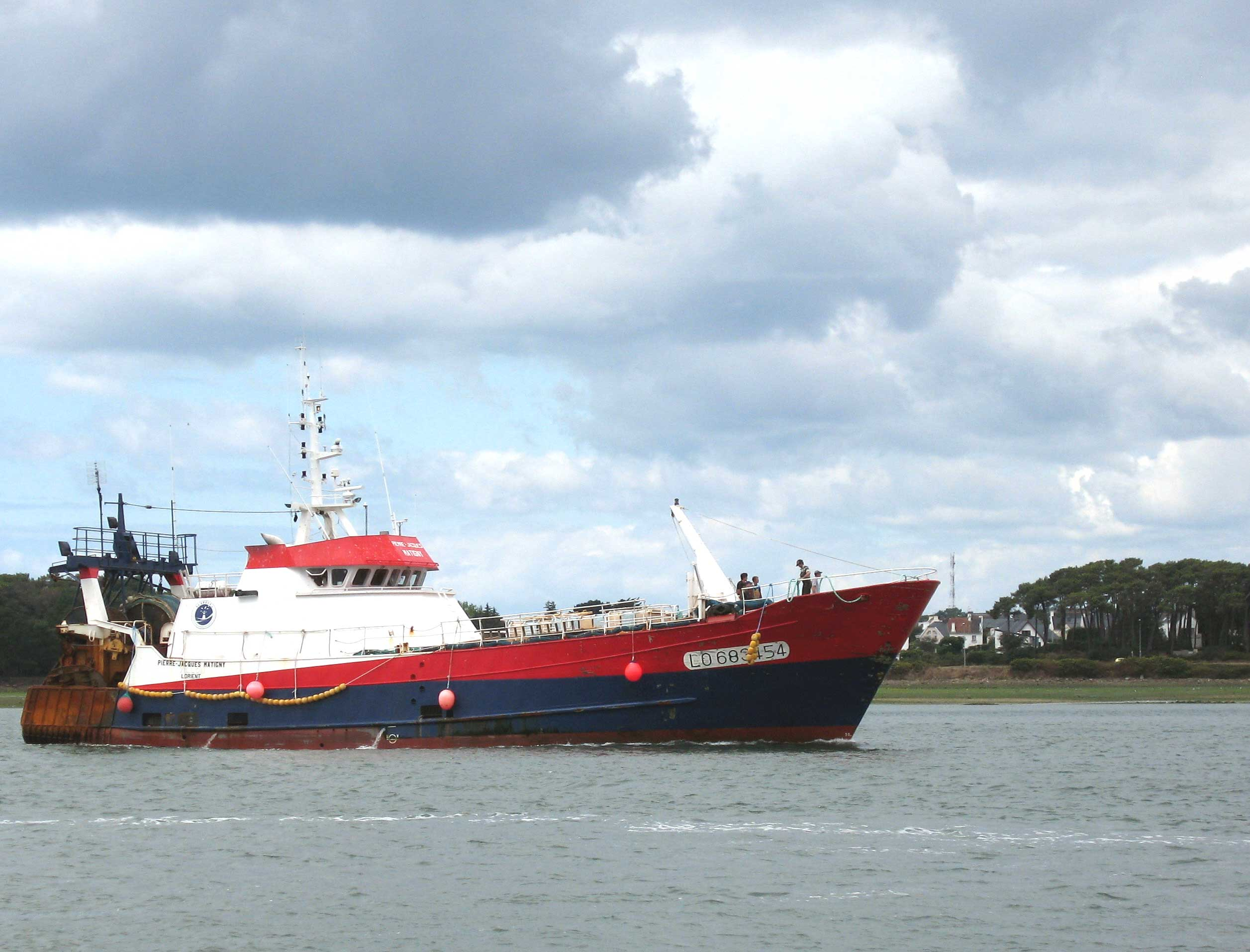
(taille intermédiaire)
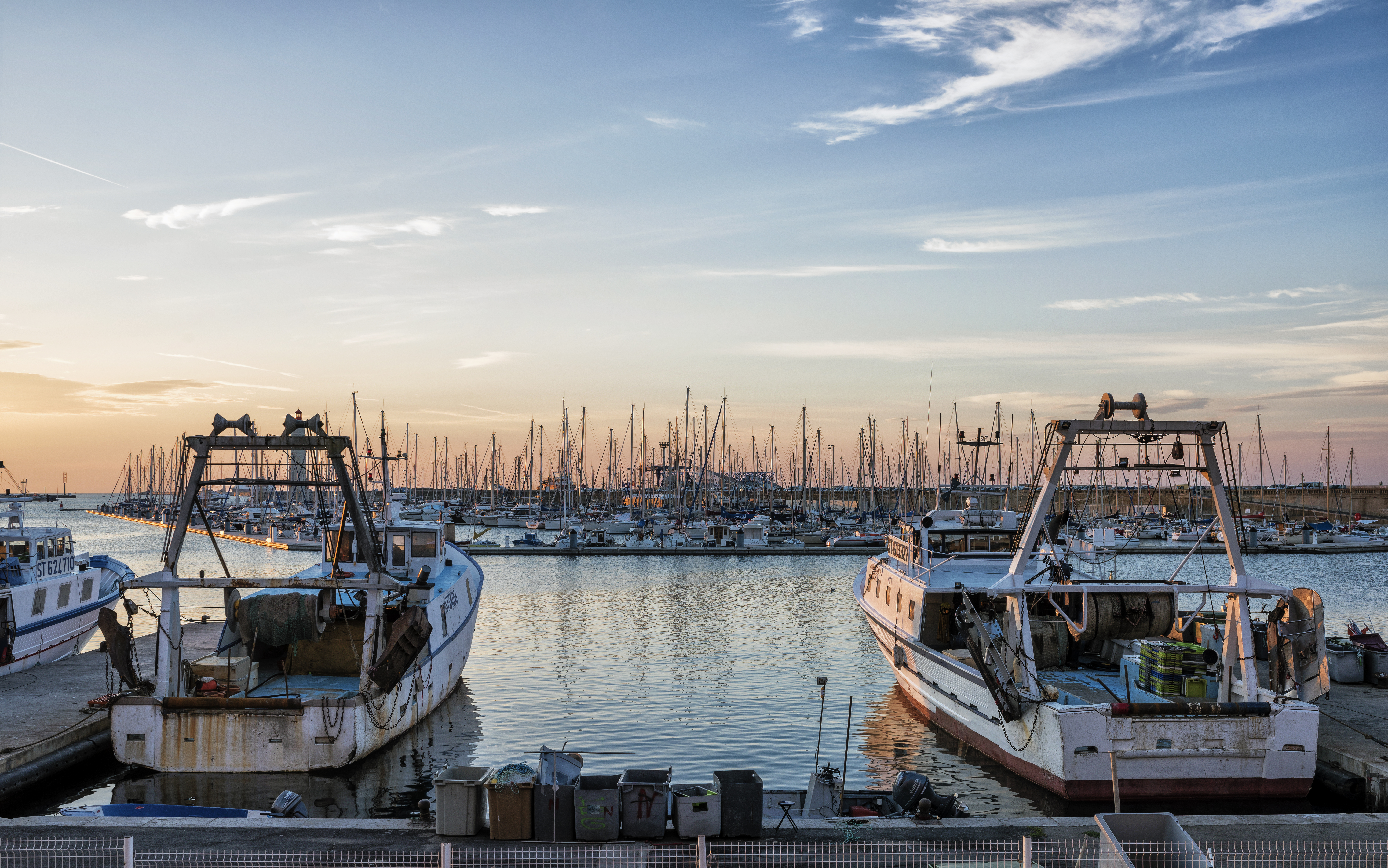
Deux chalutiers amarrés au quai de la Consigne en face d'une marina dans le port de Sète - Hérault, France. Juillet 2018.